# Unité urbaine de Lamballe-Armor
L'unité urbaine de Lamballe-Armor est une unité urbaine française centrée sur la ville de Lamballe-Armor dans le département des Côtes-d'Armor en région Bretagne.

## Données générales
En 2010, selon l'Insee, l'unité urbaine était composée d'une seule commune, Lamballe. À partir du 1er janvier 2019, elle s'étend à la commune nouvelle de Lamballe-Armor.
En 2020, à la suite d'un nouveau zonage, elle est composée de deux communes, la commune de Noyal ayant été ajoutée au périmètre.
En 2022, avec 17 892 habitants, elle représente la 6e unité urbaine du département des Côtes-d'Armor et occupe le 22e rang dans la région Bretagne.

## Composition de l'unité urbaine en 2020
Elle est composée des deux communes suivantes :
| Nom                           | Code Insee | Département   | Statut       | Superficie (km2) | Population (dernière pop. légale) | Densité (hab./km2) | Modifier                                    |
| ----------------------------- | ---------- | ------------- | ------------ | ---------------- | --------------------------------- | ------------------ | ------------------------------------------- |
| Lamballe-Armor (ville-centre) | 22093      | Côtes-d'Armor | ville-centre | 130,65           | 16 911 (2022)                     | 129                | modifier les données · modifier les données |
| Noyal                         | 22160      | Côtes-d'Armor | banlieue     | 6,80             | 981 (2022)                        | 144                | modifier les données · modifier les données |

## Évolution démographique
| 1968   | 1975   | 1982   | 1990   | 1999   | 2008   | 2013   | 2019   |
| ------ | ------ | ------ | ------ | ------ | ------ | ------ | ------ |
| 12 101 | 12 307 | 12 811 | 13 486 | 14 348 | 16 169 | 17 201 | 17 634 |

#### Données générales
- Unité urbaine
- Aire d'attraction d'une ville
- Aire urbaine (France)
- Liste des unités urbaines de France

#### Données démographiques en rapport avec l'unité urbaine de Lamballe-Armor
- Aire d'attraction de Saint-Brieuc
- Arrondissement de Saint-Brieuc

#### Données démographiques en rapport avec les Côtes-d'Armor
- Démographie des Côtes-d'Armor